# Baranowiec
Baranowiec is een plaats in het Poolse district  Kolski, woiwodschap Groot-Polen. De plaats maakt deel uit van de gemeente Dąbie en telt 130 inwoners.